# Chaos (film 2000)
Chaos (カオス?, Kaosu) è un film del 2000 diretto da Hideo Nakata.

## Trama
Gorō Kuroda è un tuttofare che riceve un giorno una particolare richiesta: Satomi Tsushima, moglie di un ricco imprenditore, desidera che lui la rapisca e chieda un ingente riscatto. L'uomo esegue la richiesta ma, tornato a casa, trova la ragazza morta; preso dal panico, la seppellisce in un bosco, ma alcuni giorni dopo la vede camminare tranquillamente per strada. L'uomo cerca così di fare luce sulla questione.

## Distribuzione
In Giappone l'opera è stata distribuita dalla Taki Corporation a partire dal 21 ottobre 2000.